# Dysmicoccus patulae
Dysmicoccus patulae är en insektsart som först beskrevs av Mysore Anantaswamy Rau 1938.  Dysmicoccus patulae ingår i släktet Dysmicoccus och familjen ullsköldlöss. Inga underarter finns listade i Catalogue of Life.